# Gory Dmitrija Solov'ëva
Gory Dmitrija Solov'ëva är ett berg i Antarktis. Det ligger i Östantarktis. Australien gör anspråk på området. Toppen på Gory Dmitrija Solov'ëva är 1 104 meter över havet.
Terrängen runt Gory Dmitrija Solov'ëva är huvudsakligen lite kuperad.  Trakten är obefolkad. Det finns inga samhällen i närheten.